# Донасиен Лоран
Донасиен Лоран (на френски: Donatien Laurent) е френски етнограф, фолклорист, музиколог и езиковед.

## Биография
Роден е на 27 септември 1935 година в Белфор в семейството на преселници от Бретан. Учи в Париж, където започва да се интересува силно от бретонска фолклорна музика и става един от участниците в групата „Багад Блемор“. Работи в Центъра за бретонски и келтски изследвания, който оглавява от 1987 до 1999 година. Известен е с изследванията си на първоизточниците на сборника „Барзаз Брейз“.